# Tano Jōdai
Tano Jōdai 上代たの (Prefectura de Shimane, 3 de julio de 1886 - 8 de abril de 1982) fue profesora de literatura inglesa y activista por la paz japonesa. Fue la sexta presidenta de la Universidad Femenina de Japón.

## Trayectoria
Jōdai nació el 3 de julio de 1886. Su padre era el jefe de la aldea de Harue en la Prefectura de Shimane, en Japón. Después de graduarse en la escuela secundaria Matsue Kita de la Prefectura de Shimane, regresó a su pueblo y enseñó en la escuela local por un tiempo, pero luego continuó sus estudios en la Universidad Femenina de Japón. Se graduó con una licenciatura en literatura inglesa. Jōdai quería continuar sus estudios en la Universidad de Tokio, pero en ese momento no aceptaban estudiantes mujeres. En su lugar, un profesor de allí llamado Nitobe Inazo le consiguió una plaza en el Wells College de Estados Unidos, después de que ella le escribiera comunicándose su deseo de estudiar en el extranjero.
Cuando Jōdai regresó a Japón en 1917, se convirtió en profesora en la Universidad de Mujeres de Japón y fue la primera persona en impartir cursos sobre literatura e historia estadounidenses en Japón. La influencia de Nitobe Inazo la llevó a fundar la Asociación de Mujeres Japonesas por la Paz, que más tarde se convirtió en la delegación japonesa de la Liga Internacional de Mujeres por la Paz y la Libertad. Por recomendación de Nitobe, en 1924 Jōdai estudió en la Universidad de Míchigan y Newnham College, Cambridge, y posteriormente se quedó en su casa en Ginebra hasta 1927.
Después de la Segunda Guerra Mundial, Jōdai reanudó la enseñanza en la Universidad de Mujeres de Japón. En 1955 fue uno de los miembros fundadores del Comité de los Siete para Apelar a la Paz Mundial. Desde 1956 hasta marzo de 1965, Jōdai ocupó el cargo de presidenta de la Universidad de Mujeres de Japón. Durante su mandato como presidenta, hizo que todos los fondos de la biblioteca fueran de libre acceso y comenzó un grupo de amigos de la biblioteca.
Jōdai murió el 8 de abril de 1982.